# Szymon Chodyniecki
Szymon Chodyniecki (ur. 28 października 1994 w Nysie), znany również jako South Blunt System – polski wokalista, autor tekstów i piosenek, multiinstrumentalista, kompozytor i producent muzyczny.

## Życiorys
Szymon Chodyniecki działalność artystyczną rozpoczął w 2006 w zespole Immortal Midnight, który założył wraz ze szkolnym kolegą. W 2009 został współzałożycielem formacji South Blunt System (SBS). Debiutancki album grupy, zatytułowany I'm Seeing ukazał się w 2013 nakładem wytwórni muzycznej Urban Rec. W międzyczasie grupa została rozwiązana, natomiast Chodyniecki rozpoczął solową działalność artystyczną posługując się pseudonimem South Blunt System. Debiutancki album solowy piosenkarza pt. Potęga w czynie trafił do sprzedaży 25 marca 2014 nakładem wytwórni muzycznej My Music. Rok później muzyk zrezygnował z pseudonimu, a także związał się z Sony Music Entertainment Poland. 17 czerwca 2015 ukazał się pierwszy singel sygnowany nazwiskiem muzyka zatytułowany „Sam na sam”. Także w 2015 nagrał singel – „Sin Usar Palabras / Bez słów” razem z Lodovicą Comello, włoską aktorką i piosenkarką, znaną m.in. z występu w serialu telewizyjnym Violetta.

## Dyskografia

### Albumy
| Tytuł                                | Dane dot. albumu                                  |
| ------------------------------------ | ------------------------------------------------- |
| I’m Seeing (South Blunt System)      | - Data: 23 marca 2013 - Wydawca: Urban Rec        |
| Potęga w czynie (South Blunt System) | - Data: 25 marca 2014 - Wydawca: My Music         |
| Przeciwności                         | - Data: 7 października 2016 - Wydawca: Sony Music |

### Single
| „Na koniec świata” (South Blunt System) | 2014 | –  | – | – | –  | –  |                           |                | Young Stars 2014 |  |  |  |  |  |  |  |  |  |  |
| „Sam na sam”                            | 2015 | 17 | 1 | 2 | 1  | 16 | - POL: 3× platynowa płyta | - POL: 60 000+ | Przeciwności     |  |  |  |  |  |  |  |  |  |  |
| „Drogowskaz”                            | 2016 | 41 | 5 | – | 4  | 50 |                           |                | Przeciwności     |  |  |  |  |  |  |  |  |  |  |
| „Z całych sił”                          | 2016 | 15 | 1 | 5 | 1  | 34 | - POL: złota płyta        | - POL: 10 000+ | Przeciwności     |  |  |  |  |  |  |  |  |  |  |
| „Cicho”                                 | 2016 | –  | – | – | –  | –  |                           |                | Przeciwności     |  |  |  |  |  |  |  |  |  |  |
| „Wyłącz stres”                          | 2016 | –  | – | – | 25 | 44 |                           |                | Przeciwności     |  |  |  |  |  |  |  |  |  |  |
| „Puste słowa”                           | 2018 | –  | – | – | 20 | –  |                           |                | X-lecie          |  |  |  |  |  |  |  |  |  |  |
| „Nietykalni”                            | 2019 | –  | – | – | –  | –  |                           |                | X-lecie          |  |  |  |  |  |  |  |  |  |  |
| „Zadyma”                                | 2020 | –  | – | – | –  | –  |                           |                | X-lecie          |  |  |  |  |  |  |  |  |  |  |
| „Radości moc”                           | 2021 | –  | – | – | –  | –  |                           |                |                  |  |  |  |  |  |  |  |  |  |  |
| „Femme fatale”                          | 2023 | –  | – | – | –  | –  |                           |                |                  |  |  |  |  |  |  |  |  |  |  |
| „Mamy siebie”                           | 2023 | –  | – | – | –  | –  |                           |                |                  |  |  |  |  |  |  |  |  |  |  |
| „Rozświetlona noc”                      | 2023 | –  | – | – | –  | –  |                           |                |                  |  |  |  |  |  |  |  |  |  |  |
| „Bad man”                               | 2024 | –  | – | – | –  | –  |                           |                |                  |  |  |  |  |  |  |  |  |  |  |
| „Świąteczny list”                       | 2024 | –  | – | – | –  | –  |                           |                |                  |  |  |  |  |  |  |  |  |  |  |
| „–” singel nie był notowany.            |      |    |   |   |    |    |                           |                |                  |  |  |  |  |  |  |  |  |  |  |

Inne
| Album                                                       | Rok  | Uwagi                                                                                          | Źródło |
| ----------------------------------------------------------- | ---- | ---------------------------------------------------------------------------------------------- | ------ |
| Chada – Jeden z Was                                         | 2012 | gościnnie śpiew w utworze „Syf tych ulic”                                                      | [ 19 ] |
| Zelo PTP – Hrabia                                           | 2013 | gościnnie śpiew w utworze „Bikini”                                                             | [ 20 ] |
| Bezczel – W krzywym zwierciadle: Rock’N’RoLLa Mixtape Vol.1 | 2013 | gościnnie śpiew w utworze „Kocham rzeczy, których nienawidzę, nienawidzę rzeczy, które kocham” | [ 21 ] |

## Teledyski
| Tytuł                                                                             | Rok  | Reżyseria/Realizacja          | Album            | Źródło |
| --------------------------------------------------------------------------------- | ---- | ----------------------------- | ---------------- | ------ |
| „Była chłodna” (South Blunt System)                                               | 2012 | Elementum Art                 | I'm Seeing       | [ 22 ] |
| „Miłość” (South Blunt System)                                                     | 2013 | Dawid Pawlicki, Lotnia Studio | I'm Seeing       | [ 23 ] |
| „Przeważnie” (South Blunt System)                                                 | 2013 | OG Films                      | I'm Seeing       | [ 24 ] |
| „Ruch planet” (South Blunt System)                                                | 2013 | Studio 90                     | Potęga w czynie  | [ 25 ] |
| „Nie wiem już sam” (South Blunt System)                                           | 2013 | Studio 90                     | Potęga w czynie  | [ 26 ] |
| „Za nas” (South Blunt System)                                                     | 2013 | Studio 90                     | Potęga w czynie  | [ 27 ] |
| „Na koniec świata” (South Blunt System)                                           | 2014 | Studio 90                     | Young Stars 2014 | [ 28 ] |
| „Ogień się pali” (South Blunt System)                                             | 2015 | Studio 90                     | Potęga w czynie  | [ 29 ] |
| „Sam na sam”                                                                      | 2015 | Piotr Kubiak                  | Przeciwności     | [ 30 ] |
| „Drogowskaz”                                                                      | 2016 | —                             | Przeciwności     | [ 31 ] |
| „Z całych sił”                                                                    | 2016 | Dariusz Szermanowicz          | Przeciwności     | [ 32 ] |
| „Wyłącz stres”                                                                    | 2016 | —                             | Przeciwności     |        |
| „Puste słowa”                                                                     | 2018 | —                             |                  |        |
| Gościnnie                                                                         |      |                               |                  |        |
| Chada – „Syf tych ulic” (gościnnie: South Blunt System)                           | 2012 | Dirt Video                    | Jeden z Was      | [ 33 ] |
| Zelo PTP – „Bikini” (gościnnie: South Blunt System)                               | 2012 | Dondi                         | Hrabia           | [ 34 ] |
| Lodovica Comello – „Sin Usar Palabras / Bez słów” (gościnnie: Szymon Chodyniecki) | 2015 | —                             | Mariposa         | [ 6 ]  |

## Nominacja
| Rok  | Nagroda                | Kategoria                | Rezultat  | Źródło |
| ---- | ---------------------- | ------------------------ | --------- | ------ |
| 2016 | Eska Music Awards 2016 | Najlepszy radiowy debiut | Nominacja | [ 35 ] |